# Wiktory
Wiktory – nagrody Akademii Telewizyjnej przyznawane w latach 1985-2015 i w 2022 roku, którymi honoruje się wybitne osobowości małego ekranu, ludzi, którzy dzięki swej osobowości, wiedzy czy umiejętnościom zapisali się w pamięci telewidzów.

## Historia
Pomysłodawcą konkursu jest dziennikarz i producent telewizyjny Józef Węgrzyn.
Po raz pierwszy Wiktory wręczono 23 grudnia 1985 roku. Na swoich ulubieńców z małego ekranu głosowali widzowie Kuriera Warszawskiego i czytelnicy „Życia Warszawy”. W 1992 roku powołano do życia, na wzór Hollywood, Akademię Telewizyjną składającą się z dotychczasowych laureatów poprzednich edycji.
W 2005, na dwudziestolecie Wiktorów, nazwę Akademii Telewizyjnej zamieniono na Akademię Wiktorów.
Statuetka Wiktora przyznawana jest w dziesięciu kategoriach, przy czym laureatów dziewięciu z nich typuje gremium złożone z dotychczasowych zdobywców tego wyróżnienia, dziesiątego zaś przyznaje publiczność, głosując na wybraną osobę za pomocą SMS-ów. Jest to nagroda prestiżowa dzięki wybitnym laureatom.

Wiktory nie byłyby czymś niezwykłym, gdyby nie Oni, wybitne osobowości.

Do tej pory statuetki Wiktora i SuperWiktora otrzymali m.in.: Jan Paweł II, kardynał Stanisław Dziwisz, Lech Wałęsa, Aleksander Kwaśniewski, Jan Nowak-Jeziorański, Jan Wejchert, Andrzej Wajda. Absolutnym rekordzistą jest Tomasz Lis, który na swoim koncie ma dziewięć statuetek Wiktora.

## Statuetka
„Wiktor” jest niewielką statuetką z brązu, zaprojektowaną i wykonaną przez rzeźbiarza Andrzeja Renesa. Waży podobnie jak Oskar ok. 3,9 kg i ma ok. 35 cm wysokości. Jest unikatowa – nie ma dwóch takich samych Wiktorów, gdyż nie jest ona produkowana seryjnie. Na każdej znajduje się sygnatura Renes.
Wiktory można otrzymywać wielokrotnie, a specjalny, pozaregulaminowy pozłacany „Superwiktor” (przyznawany za całokształt twórczości) tylko raz.

## Gale Wiktorów
Imprezę prowadzą i Wiktory wręczają osoby najbardziej znane, nagrodzone już wcześniej tymi nagrodami.
| Edycja | Za rok | Data                 | Miejsce                                    | Prowadzący                      |
| ------ | ------ | -------------------- | ------------------------------------------ | ------------------------------- |
| I      | 1985   | 23 grudnia 1985      |                                            |                                 |
| II     | 1986   | 1987                 |                                            |                                 |
| II     | 1987   | 1988                 |                                            |                                 |
| IV     | 1988   | 1989                 |                                            |                                 |
| V      | 1989   | 1990*                |                                            |                                 |
| VI     | 1990   | 1991                 |                                            |                                 |
| VII    | 1991   | 1992                 |                                            |                                 |
| VIII   | 1992   | 1993                 |                                            |                                 |
| IX     | 1993   | 1994                 |                                            |                                 |
| X      | 1994   | 13 marca 1995        |                                            |                                 |
| XI     | 1995   | 1996                 |                                            |                                 |
| XII    | 1996   | 1997                 | Hotel Sofitel Victoria w Warszawie         |                                 |
| XIII   | 1997   | 14 lutego 1998       |                                            |                                 |
| XIV    | 1998   | 20 lutego 1999       | Teatr Polski w Warszawie                   | Iwona Schymalla i Maciej Orłoś  |
| XV     | 1999   | 5 lutego 2000        |                                            | Iwona Schymalla i Maciej Orłoś  |
| XVI    | 2000   | 19 marca 2001        | Teatr Narodowy w Warszawie                 |                                 |
| XVII   | 2001   | 18 marca 2002        | Teatr Narodowy w Warszawie                 |                                 |
| XVIII  | 2002   | 3 marca 2003         | Teatr Wielki w Warszawie                   | Magda Mołek i Maciej Stuhr      |
| XIX    | 2003   | 15 kwietnia 2004     | Teatr Narodowy w Warszawie                 | Magda Mołek i Maciej Orłoś      |
| XX     | 2004   | 25 kwietnia 2005     | Teatr Narodowy w Warszawie                 |                                 |
| XXI    | 2005   | 24 kwietnia 2006     | Teatr Narodowy w Warszawie                 | Wojciech Mann                   |
| XXII   | 2006   | 3 czerwca 2007       | Hotel Sofitel Victoria w Warszawie         | Maciej Orłoś                    |
| XXIII  | 2007   | 31 maja 2008         | Aula Politechniki Warszawskiej w Warszawie |                                 |
| XXIV   | 2008   | 11 maja 2009         | Hotel Sofitel Victoria w Warszawie         |                                 |
| XXV    | 2009   | 21 maja 2010         | siedziba TVP w Warszawie                   | Maciej Orłoś                    |
| XXVI   | 2010   | 24 października 2011 | Zamek Królewski w Warszawie                | Marcin Prokop                   |
| XXVII  | 2011   | 14 kwietnia 2012     | Zamek Królewski w Warszawie                |                                 |
| XXVIII | 2012   | 6 kwietnia 2013      | Zamek Królewski w Warszawie                | Robert Janowski                 |
| XXIX   | 2013   | 29 marca 2014        | Zamek Królewski w Warszawie                | Przemysław Babiarz              |
| XXX    | 2014   | 30 marca 2015        | Zamek Królewski w Warszawie                | Krzysztof Ziemiec               |
| XXXI   | 2021   | 31 marca 2022        |                                            | Agata Konarska i Marek Bukowski |

- W 1989 roku po przemianach ustrojowych w Polsce zdecydowano się, aby nie wzbudzać sporów na tle politycznym, że jedynym laureatem Nagrody Wiktora zostanie papież Jan Paweł II.

## Laureaci Superwiktora za całokształt i Specjalnego Superwiktora
| Za rok | Laureat Superwiktora                                                                          | Laureat Superwiktora Specjalnego |
| ------ | --------------------------------------------------------------------------------------------- | -------------------------------- |
| 1989   | Jan Paweł II                                                                                  |                                  |
| 1992   | Edyta Wojtczak, Jan Suzin, Jeremi Przybora, Jerzy Wasowski                                    |                                  |
| 1993   | Bożena Walter, Jerzy Gruza, Jerzy Koenig, Janusz Gajos                                        |                                  |
| 1994   | Gustaw Holoubek, Andrzej Łapicki, Lucjan Kydryński, Bohdan Tomaszewski                        |                                  |
| 1995   | Irena Kwiatkowska, Olga Lipińska                                                              |                                  |
| 1996   | Mariusz Walter, Bogusław Kaczyński, Adam Hanuszkiewicz, Nina Terentiew, Piotr Fronczewski     |                                  |
| 1997   | Wojciech Młynarski, Marek Kondrat, Bogusław Wołoszański, Maryla Rodowicz, Jane Seymour        |                                  |
| 1998   | Krystyna Janda, Stanisława Ryster, Jan Englert, Jan Miodek, Jerzy Waldorff                    |                                  |
| 1999   | Andrzej Wajda, Jerzy Hoffman, Czesław Niemen                                                  | Jean-Claude Van Damme            |
| 2000   | Hanka Bielicka, Jerzy Janicki, Andrzej Mularczyk, Jerzy Owsiak, Józef Węgrzyn                 |                                  |
| 2001   | Jerzy Stuhr, Monika Olejnik, Jolanta Kwaśniewska, Daniel Olbrychski, Ryszard Kapuściński      |                                  |
| 2002   | Jan Nowak-Jeziorański, Krystyna Loska, Wiesław Gołas, Wojciech Kilar                          | Garou                            |
| 2003   | Roman Polański, Wojciech Mann, Beata Tyszkiewicz, Grażyna Torbicka                            | Chris Rea                        |
| 2004   | Anna Dymna, Krystyna Feldman, Jacek Fedorowicz                                                | Zygmunt Solorz-Żak               |
| 2005   | Lech Wałęsa, Jean-Michel Jarre, Andrzej Turski, Jan Kobuszewski, Witold Pyrkosz               | Kazimierz Górski                 |
| 2006   | Ilona Łepkowska, Tadeusz Lampka, Jerzy Maksymiuk, Edward Miszczak, Tomasz Lis                 | Krzysztof Kolberger              |
| 2007   | Władysław Bartoszewski, Leo Beenhakker, Agnieszka Holland                                     | Maria Kaczyńska                  |
| 2008   | Franciszek Pieczka, Elżbieta Jaworowicz                                                       | kardynał Stanisław Dziwisz       |
| 2009   | Zenon Laskowik, Włodzimierz Szaranowicz, Leszek Balcerowicz                                   | Jan Wejchert (pośmiertnie)       |
| 2010   | Adam Michnik, Krzysztof Penderecki                                                            | Czesław Lang                     |
| 2011   | Maciej Orłoś, Adam Boniecki                                                                   | Krzysztof Jasiński               |
| 2012   | Danuta Szaflarska, Tadeusz Sznuk                                                              | ks prof. Michał Heller           |
| 2013   | Jacek Cygan, Waldemar Dąbrowski, Bronisław Komorowski, Krzysztof Krawczyk, Dariusz Szpakowski |                                  |
| 2014   | Jerzy Bralczyk, Stefan Bratkowski, Juliusz Braun, Krzysztof Zanussi, Jacek Żakowski           |                                  |
| 2021   | Alicja Majewska, Cezary Pazura, Andrzej Seweryn, Karol Strasburger                            |                                  |

## Kategorie Wiktorów
- Polityk roku (przyznawana w latach 1985-2015)
- Dziennikarz roku (komentator, prezenter, publicysta)
- Aktor roku
- Artysta sceny roku (piosenkarz, tancerz, muzyk)
- Twórca roku (kompozytor, malarz, grafik, producent, reżyser)
- Wyjątkowa osobowość roku
- Odkrycie roku
- Sportowiec roku
- Wielka osobowość nauki i kultury
- Wiktor publiczności
- Superwiktor
- Specjalny Superwiktor
- Program telewizyjny roku (od 2022)[1]
- Projekt internetowy roku (od 2022)[1]
- Serial roku (od 2022)[1]

## Statystyki
Zdobywca największej liczby statuetek
- 9 wiktorów – Tomasz Lis
- 8 wiktorów – Grażyna Torbicka